# Ixia (genus)
Ixia is een geslacht van wantsen uit de familie van de Tingidae (Netwantsen). Het geslacht werd voor het eerst wetenschappelijk beschreven door Kerzhner in 1972.

## Soorten
Het genus bevat de volgende soort:

- Ixia populi (Takeya, 1932)